# Lauf (hrad)
Hrad Lauf (německy Wenzelsburg, Wenzelschloss) je středověký hrad v městečku Lauf an der Pegnitz nedaleko Norimberku v Německu. Německé jméno je odvozeno od dochované sochy svatého Václava na fasádě vstupní věže s bránou. Hrad měl původně strážní funkci, nechal jej vybudovat císař Karel IV. roku 1356 na Říšské cestě mezi Prahou a Norimberkem na rozvalinách staršího štaufského hradu. Dominantou hradu je erbovní sál se znakovou galerií objevenou roku 1934. Pod vrstvou staré malby se skrývalo 112 erbů Českého království. Je to nejvzácnější sbírka česko-moravsko-slezské heraldiky.

## Historie

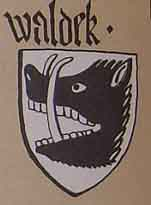
Erb Zajíců z Valdeka v erbovním sále hradu

Město Lauf zakoupil Karel IV. roku 1353 od falcké větve Wittelsbachů společně s dalšími místy, jež tvořila celek zvaný Česká Falc nebo později Nové Čechy (Neuböhmen), začleněný od r. 1355 do zač. 15. století do svazku zemí České koruny. Karel provázel nákup horečnou stavební činností a jedním z výsledků této aktivity je právě hrad v Laufu, postavený na místě staršího hradu. Hradní kaple byla zasvěcena sv. Václavovi a jako demonstrace moci českého krále byla vyzdobena erbovní síň. Hrad začal sloužit k ubytování císařského dvora na cestách až roku 1361 po zmíněných přestavbách.
Roku 1373 postoupil Karel IV. hrad spolu s částí České Falce Otovi V. Bavorskému. Jednalo se o součást dohody z 15. srpna 1373, v níž se Ota, v této době braniborský markrabě, jménem rodu Wittelsbachů vzdal nároků na Braniborské markrabství (které Karel IV. následně téhož roku volně přidružil k České koruně a novým markrabětem jmenoval svého syna Václava) výměnou za 200 tisíc zlatých a rozsáhlé nemovitosti včetně hradu Lauf.